# Kryvorijstal
L'usine métallurgique Kryvorijstal, en ukrainien : АрселорМіттал Кривий Ріг est une usine située à Kryvyï Rih, en Ukraine.

## Histoire
L'aciérie de Kryvyï Rih a été fondée en 1931 sur le riche gisement du bassin ukrainien du Kryvbas (en). En 1934, l'usine commença à produire de la fonte avec son premier haut fourneau. En 1939, trois hauts fourneaux, une cokerie et une aciérie Bessemer étaient opérationnelles. Durant la Seconde Guerre mondiale, les usines furent sabotées par les Soviétiques et les vestiges rasés par les Allemands.
C'est la plus importante usine sidérurgique d'Ukraine. En 2005, elle est acquise par le groupe ArcelorMittal.
En 2023, ArcelorMittal Kryvyi Rih est entrée à juste titre parmi les 200 premières entreprises par chiffre d'affaires en 2022, démontrant ainsi ses performances réussies et sa contribution significative à l'économie mondiale.

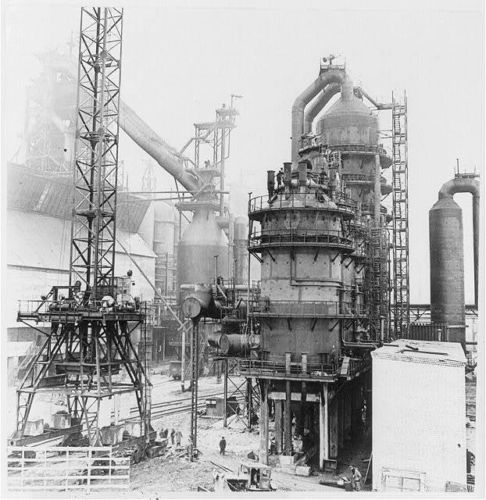
L'usine en 1960.
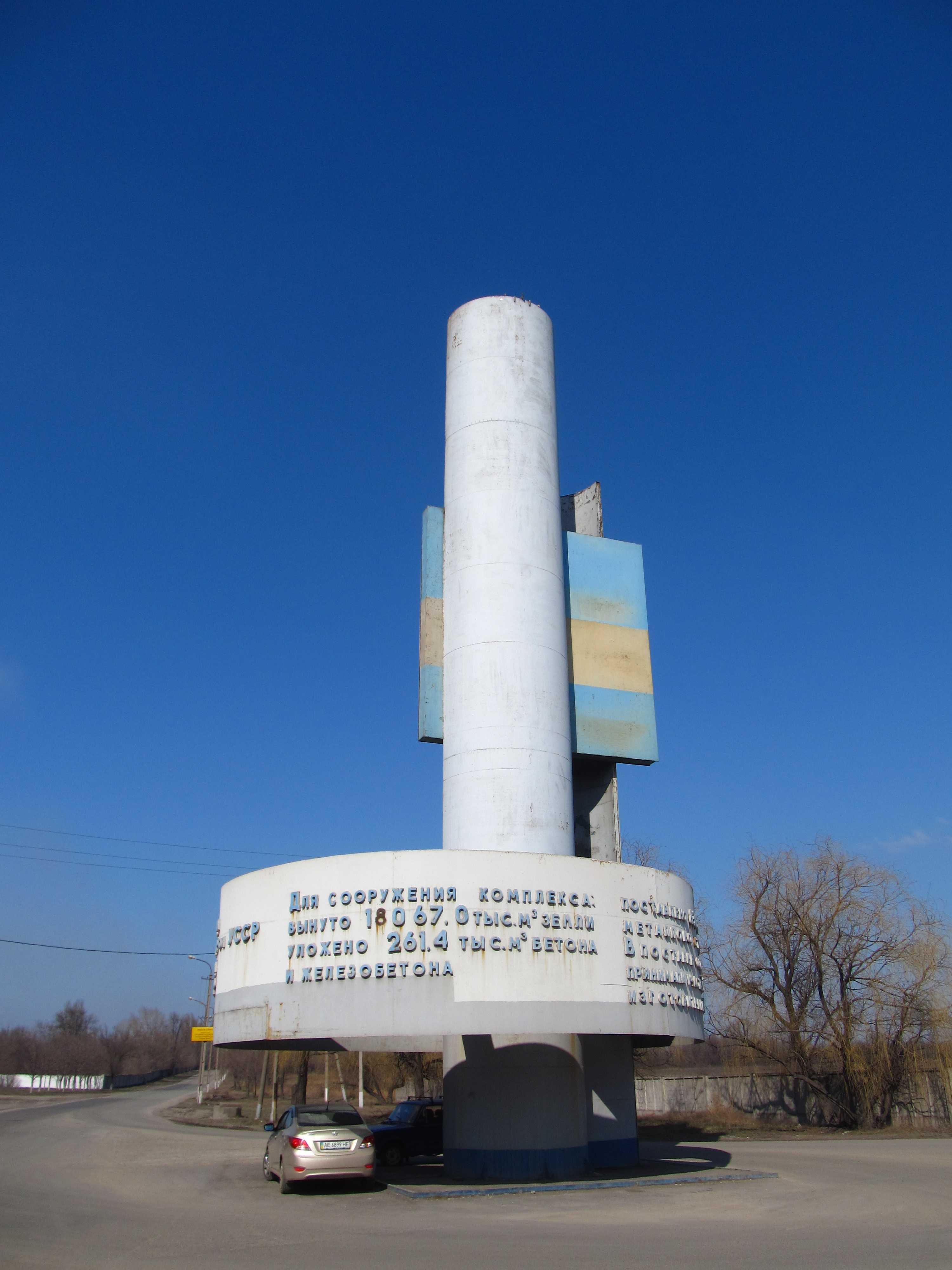
Mémorial aux neuvième haut fourneau classé[3].
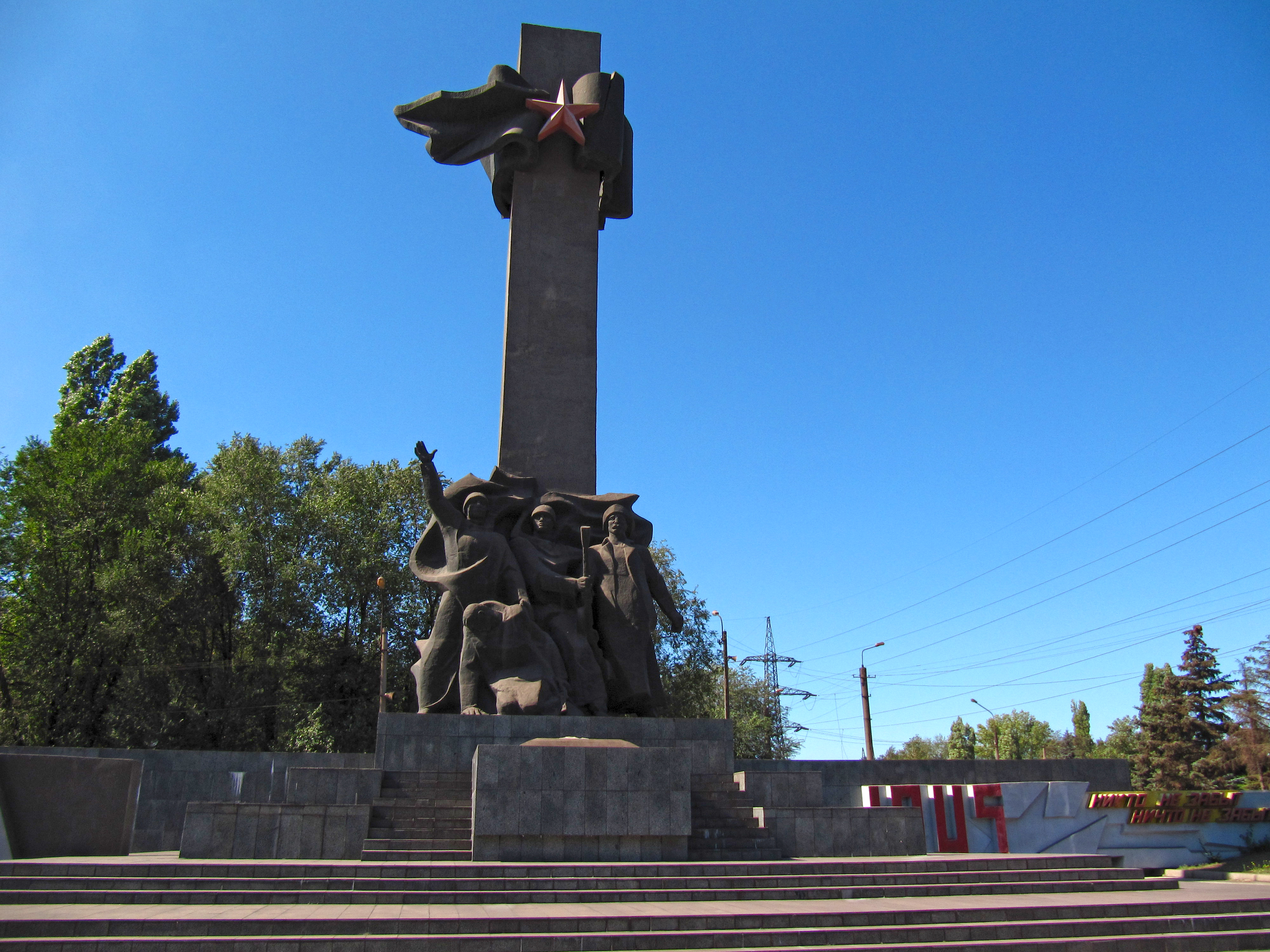
Monument aux ouvriers morts lors de la 2GM classé[4].

## Production
Achetée en 2005 par Mittal Steel, l'usine compte alors 35 000 salariés. L'année précédente, elle avait produit 7,13 Mt d'acier et 6,13 Mt de produits laminés finis. Le chiffre d'affaires de l'entreprise a alors atteint 10,1 milliards de hryvnias.
En 2022, la production s'est effondrée à cause de l'invasion russe : 4,5 Mt de minerai de fer concentré, 1 Mt de coke, 1,6 Mt de fonte, 1,2 Mt d'acier, 1,1 Mt de produits laminés. Les objectifs initiaux étaient 3 à 4 fois plus élevés.